# Asterix alle Olimpiadi (videogioco)
Asterix alle Olimpiadi è un videogioco per Wii, Windows, Xbox 360, PlayStation 2 e Nintendo DS vagamente ispirato ai fumetti omonimi e al film Asterix alle Olimpiadi. È uscito in Europa nel novembre del 2007 per PlayStation 2, Microsoft Windows, Nintendo DS e Nintendo Wii, e nel 2008 per Xbox 360. 

## Trama
Il perfido Alambiccus ha preso una chiave interdimensionale che può arrivare in altri mondi. Il giocatore deve aiutare Asterix e Obelix insieme a Idefix a catturare Alambiccus.
Affrontando i Romani, bisogna vincere le gare sportive per avanzare nel gioco.

## Modalità di gioco
Il gameplay del gioco è praticamente identico rispetto a quello dei due Asterix & Obelix XXL, ma con alcune sostanziali differenze: innanzitutto, sono stati rimossi l'elmo di diamante e le gallerie sbloccabili, e al loro posto Olimpia mette a disposizione un negozio per sbloccare combo speciali. Al posto del power up fiammeggiante, presente in Asterix & Obelix XXL 2, sono presenti i power up lampo e superlampo, ottenibili rispettivamente dopo 10 e 20 colpi di fila. È inoltre possibile raccogliere altri 12 pezzi di scudi per aumentare la salute da 12 a 24 (gli scudi sono ancora i 4 punti vita per ciascuno scudo). Inoltre, per la prima volta in un'avventura dinamica con protagonista Asterix, è anche possibile giocare in due, ma solo nella parte d'avventura della storia, e non nelle gare dell'avventura. Tuttavia, ogni volta che i due giocatori si separano, è possibile per il giocatore non attivo premere delle sequenze di tasti in un rhythm game per ottenere elmi.
Oltre alla modalità Avventura, è presente anche una modalità libera, nella quale è possibile giocare a una qualsiasi delle nove discipline sbloccate nel gioco. Questa modalità è presente sia in giocatore singolo che in multigiocatore.

### Nemici
I legionari possono essere armati di semplici lance oppure di potenti mazze, mentre i loro centurioni portano soltanto le loro spade. Peculiarmente, però, si presentano in versioni semplici, in versione cinematografica e in versione fumetto.
Esiste anche una categoria speciale: i legionari colorati; questi arrivano una volta colpita una scatola musicale, e sono colorati in giallo, rosso, verde e blu. La sequenza da eseguire, cantata da un pupazzo che riproduce fedelmente le sembianze e la voce del bardo Assurancetourix, è formata da note, il colore di ognuna delle quali è equivalente al legionario da colpire. Se si sbaglia, si ricomincia la sequenza dall'inizio.

### Modalità Olimpica
La modalità olimpica permette di giocare nei panni di uno dei 12 personaggi-atleti, di cui sono disponibili tre all'inizio (cioè Asterix, Obelix e Alafolix).

#### Atleti
- Asterix
- Obelix
- Alafolix
- Alambiccus
- Greco
- Sam Shieffer
- Panoramix
- Egiziano
- Caius Cornodurus
- Ispanico
- Germanico
- Brutus

#### Prove
Le prove disponibili all'inizio sono 3, mentre le altre sono sbloccabili nell'avventura.
- Salto in lungo
- Corsa
- Tiro alla fune
- Palla rana
- Lotta
- Lancio del martello
- Lancio del giavellotto
- Romanofono
- Corsa delle bighe

## Doppiaggio
- Asterix: Riccardo Rovatti
- Obelix: Diego Sabre
- Panoramix: Gianni Gaude
- Cesare: Gianni Gaude
- Alafolix: Oliviero Corbetta
- Brutus: Luca Sandri
- Alambiccus: Gianni Quillico
- Sam Shieffer: Marco Balbi